# Италијанска оклопњача Сардења
Сардења (итал. Sardegna, Сардинија) је била италијанска оклопњача класе Ре Умберто. Поринута је у луци Ла Специја 1890. године.
Учествује у италијанско-турског рата где врши подршку снагама при искрцавању код Триполија и осталим деловима Либије.
Такође, то је био један од првих ратних бродова са уграђеним телеграфским апаратом. На овом броду он је био експерименталне намене.